# Crystal Bradford
Crystal Erin Bradford (ur. 1 listopada 1993 w Detroit) – amerykańska koszykarka występująca na pozycjach rzucającej lub niskiej skrzydłowej.
17 maja 2021 dołączyła do Enei AZS Poznań. W klubie z Poznania nie rozegrała żadnego spotkania, ze względu na kontuzję odniesioną w WNBA, przez którą nie dołączyła ostatecznie do składu.

## Osiągnięcia
Stan na 15 czerwca 2023, na podstawie, o ile nie zaznaczono inaczej.

### NCAA
- Koszykarka roku:
  - konferencji MAC (2014)
  - High-Major (2015 według collegesportsmadness.com)
- MVP turnieju MAC (2013)
- Defensywna zawodniczka roku MAC (2014)
- Zaliczona do:
  - I składu:
    - MAC (2013, 2014)
    - turnieju:
      - MAC (2012, 2013)
      - Carrs/Safeway Great Alaska Shootout (2011)

  - II składu MAC (2015)
  - składu honorable mention MAC (2012)
- Liderka konferencji MAC w:
  - zbiórkach (2014 – 12,2)
  - przechwytach (2014 – 2,66)
  - double-doubles (2014 – 22)

### Drużynowe
- Zdobywczyni Superpucharu Hiszpanii (2022)
- Finalistka Pucharu Izraela (2018)[5]

### Indywidualne
(* – nagrody przyznane przez portal eurobasket.com)
- Defensywna zawodniczka roku ligi izraelskiej (2018, 2019)*[5][6]
- Zaliczona do*:
  - I składu:
    - ligi izraelskiej (2018, 2019)[5][6]
    - zawodniczek zagranicznych ligi izraelskiej (2019)[6]
- Liderka:
  - strzelczyń ligi izraelskiej (2020)[7]
  - w zbiórkach ligi izraelskiej (2018)[5]
  - w przechwytach ligi izraelskiej (2018, 2019)[5][6]
  - w blokach ligi izraelskiej (2019)[6]